# Jan Sagar
Jan Křtitel Michael Sagar (2. listopadu 1732, Damelj – 18. července 1813, Praha), rodným jménem Janez Mihael Žagar, byl slovinský lékař, veterinář, nosolog a fyzik. Mimo jiné se zasloužil o prevenci a léčbu nemocí hospodářských zvířat. Za zásluhy mu byl udělen šlechtický titul.

## Životopis
Vyrůstal ve velmi chudých poměrech a v dětství byl slabý a často nemocný, a tak byl až do svých šestnácti let pastevcem. Poté ale od svého chudého otce utekl a ujal se ho farář Luka Jurkovič, který ho až tehdy naučil číst a psát a základy latiny (povinná školní docházka byla v Habsburské monarchii zavedena až v roce 1774). Žagar následně navštěvoval paulínské gymnázium v Križevci, ale po dvou letech se vrátil domů k otci a především díky základní finanční podpoře svého strýce pokračoval jakožto chudý student v Záhřebu a posléze ve Štýrském Hradci na jezuitských školách se zaměřením na filosofii a německý jazyk. Díky svému talentu studoval i nadále filosofii, tentokráte ve Vídni, ale kvůli své chudobě byl odkázán na almužnu. Finanční problémy však ustaly ve chvíli, kdy se mu podařilo získat stipendium ke studiu medicíny na vídeňské univerzitě a v roce 1762 získal doktorát. Rok poté jakožto mimořádně nadějný student dokonce obdržel nabídku profesury v Petrohradě, tu však odmítl a jeho kroky směřovaly do Jihlavy.
V Jihlavě získal místo okresního fyzika, věnoval se své lékařské praxi a zkoumal infekční a parazitární onemocnění mezi lidmi i zvířaty a možnosti jejich prevence. Prokázal nakažlivost kulhavky a slintavky a navrhl možnost očkování proti variole (plných třicet let před jeho uskutečněním Edwardem Jennerem) a údajně se mu podařilo zastavit dobytčí mor na území Habsburské monarchie. Na Vysočině zkoumal léčivé prameny, první popsal umělé dýchání z úst do úst při resuscitaci tonoucích lidí, obhajoval zdravou stravu a bojoval proti špatným životosprávním návykům a za svůj život sepsal v latině nebo němčině 13 odborných knih. S velkým zájmem se rovněž zabýval botanikou.
Samotným osobním lékařem Marie Terezie Gerardem van Swietenem bylo Sagarovi nabídnuto místo nejvyššího veterináře ve Vídni, ale s poukazem na své domnělé nedostatečné (především jazykové) schopnosti odmítl. Místo toho žil nadále v Jihlavě; zde se oženil, zde se stal otcem a zde i ovdověl. Za jeho obětavou práci při léčení lidských nemocí i chorob hospodářských zvířat byl roku 1775 přijat do Německé akademie věd (Academia naturae curiosorum) a o rok později mu byl za jeho zásluhy udělen šlechtický titul. V tomto roce též publikoval své největší dílo Systema morborum symptomaticum.
Ve stáří se z nejasných důvodů přestěhoval do Prahy, možná kvůli jeho sporům s nadřízenými, kde dále studoval – dochovala se po něm knihovna s řadou knih, napříč jazyky i obory. Údajně bydlel v Praze poblíž botanické zahrady, což by vskutku odpovídalo jeho zálibám. Stranil se společnosti a žil uzavřeným životem až do své smrti 18. července 1813. Je pochován na Olšanských hřbitovech v Praze.